# BRDC International Trophy 1967
BRDC International Trophy 1967 je bila tretja neprvenstvena dirka Formule 1 v sezoni 1967. Odvijala se je 29. aprila 1967 na dirkališču Silverstone Circuit.

## Dirka
| Poz | Dirkač         | Konstruktor     | Krogi | Čas/Odstop      |
| --- | -------------- | --------------- | ----- | --------------- |
| 1   | Mike Parkes    | Ferrari         | 52    | 1:19:39.2       |
| 2   | Jack Brabham   | Brabham-Repco   | 52    | + 17.6 s        |
| 3   | Jo Siffert     | Cooper-Maserati | 52    |                 |
| 4   | Graham Hill    | Lotus-BRM       | 51    | + 1 krog        |
| 5   | Bruce McLaren  | McLaren-BRM     | 51    | + 1 krog        |
| 6   | Mike Spence    | BRM-BMW         | 50    | + 2 krogi       |
| 7   | Chris Irwin    | Lotus-BRM       | 50    | + 2 kroga       |
| 8   | Bob Anderson   | Brabham-Climax  | 49    | +3 krogi        |
| Ods | Guy Ligier     | Cooper-Maserati | 28    | Motor           |
| Ods | Jo Bonnier     | Cooper-Maserati | 16    | Rezervoar       |
| Ods | Jackie Stewart | BRM             | 15    | Prenos          |
| Ods | Denny Hulme    | Brabham-Repco   | 3     | Puščanje goriva |